# Liste rabbinischer Akronyme
Seit dem Mittelalter haben sich in der hebräischen Sprache zahlreiche Akronyme für bedeutende Rabbiner, Gelehrte, Schriftsteller etc. eingebürgert.
Einzelne Gelehrte, wie zum Beispiel Raschi, sind sogar besser unter ihrem Kürzel bekannt als unter ihrem tatsächlichen Namen.
Die folgende, nach dem hebräischen Alphabet geordnete Liste stellt gebräuchliche Kurznamen zusammen.
Einleitendes R / ר steht für Rabbi (רבי), MaHaR / מהר für Morenu ha-gadol Rabbi (מורנו הגדול רבי / unser großer Lehrer, Rabbi), "a" (und andere Vokale) sind oft nur Bindevokale, um die Konsonanten sprechbar miteinander zu verbinden:
| Akronym in hebräischer Schreibung | Akronymvarianten in lateinischer Schreibung | Auflösung                                                                                     | Person / Lebensdaten                                              |
| --------------------------------- | ------------------------------------------- | --------------------------------------------------------------------------------------------- | ----------------------------------------------------------------- |
| אב״ג                              | ABaG                                        | Abraham Bär Gottlober                                                                         | Abraham Bär Gottlober (1810–1899) (weiteres Pseudonym: Mahalalel) |
| אמ״ד                              | AMaD                                        | Ayzik Meier Dick                                                                              | Eisik Meir Dick (1807–1893)                                       |
| בעש״ט                             | BeSCHT                                      | BAal Schem Tow (Besitzer bzw. Meister des guten Namens)                                       | Israel ben Elieser (um 1700–1760)                                 |
| האר״י                             | Haari / Ari / HaArI                         | Ha (= Artikel) Aschkenasi Rabbi Jsaak oder Adonenu Rabbi Isaak (Unser Herr Lehrmeister Isaak) | Isaak Luria (1534–1572)                                           |
| הראי״ה                            | Haraajah / HaRaAJaH                         | Ha (= Artikel) Rav Avraham Jitzchaq ha-Kohen [Kook]                                           | Abraham Isaak Kook (1865–1935)                                    |
| חיד״א                             | Chida                                       | Chaim Joseph David ben Isaac Zerachia Azulai                                                  | Chaim Joseph David Azulai (1724–1806)                             |
| ט״ז                               | Tas                                         | Ture Sahaw (nach seinem Hauptwerk)                                                            | David ben Samuel ha-Levi (1585–1667)                              |
| מהרי״ל                            | Maharil/MaHaRIL                             | Moreinu ha-gadol Rav Jakob [ben Mosche] ha-Levi Molin                                         | Jakob ben Moses haLevi Molin (gest. 1427)                         |
| מהר״ל                             | Maharal / MaHaRaL                           | Moreinu ha-gadol Rav Loew – Unser Lehrer Rabbi Loew                                           | Judah Löw (um 1520–1609)                                          |
| מהר״ם                             | Maharam / MaHaRaM                           | Moreinu ha-gadol Rav Meir [ben Baruch] me- (hebräisch von, aus) Rothenburg                    | Meir von Rothenburg (gest. 1293)                                  |
| מהרש״ל                            | Maharschal / MaHaRSCHaL oder Raschal        | Morenu ha-gadol Rabbi Schlomo Luria                                                           | Salomo ben Jechiel Luria (1510–1573)                              |
| מלבי״ם                            | Malbim                                      | Meir Löw oder auch: Leibusch ben Jechiel Michael Weiser                                       | Malbim (1809–1879)                                                |
| ראב״ן                             | Raban / RABaN                               | Rabbi Elieser ben Natan                                                                       | Elieser ben Natan (1090–1170)                                     |
| ראב״ע                             | Raba                                        | Rabbi Abraham ibn Esra                                                                        | Abraham ibn Esra (um 1092–1167)                                   |
| רא״ה                              | Raah / Ra'AH                                | Rabbi Aharon ha-Levi                                                                          | Aharon ha-Levi (um 1235–1300)                                     |
| רא״ש                              | Rasch                                       | Rabbeinu Ascher                                                                               | Ascher ben Jechiel (um 1250–1327)                                 |
| רב״ש                              | Rabasch                                     | Rabbi Baruch Schalom ha-Levi Aschlag                                                          | Baruch Ashlag (1907–1991)                                         |
| רד״ל                              | Radal / RaDaL                               | Rabbi David Luria                                                                             | David Luria (1798–1855)                                           |
| רד״ק                              | Radak / RaDaQ                               | Rabbi David Qimchi / Kimchi                                                                   | David Kimchi (1160–1235)                                          |
| ריב״ל                             | RIBaL                                       | Rabbi Isaak Bär Levinsohn                                                                     | Isaak Bär Levinsohn (1788–1860)                                   |
| ריב״ש                             | Rivasch / RIVaSCH                           | Rabbi Jitzchak ben Scheschet                                                                  | Jitzchak ben Scheschet (1326–1408)                                |
| ריה״ל                             | Rihal / RIHaL                               | Rabbi Jehuda ha-Levi                                                                          | Jehuda ha-Levi                                                    |
| ריטב״א                            | Ritva / RITVA                               | Rabbi Jom Tov ben Avraham Asevilli                                                            | Jom Tov Asevilli (1250–1320)                                      |
| ריי״ץ                             | Rayatz                                      | Rabbi Yosef Yitzchak                                                                          | Yosef Yitzchak Schneersohn (1880–1950)                            |
| רי״ף                              | Rif / RIF                                   | Rabbi Jitzchak Alfasi (Fasi = Fès, Al ist der arabische Artikel, Alfasi = "[der] aus Fès")    | Isaak Alfasi (1013–1103)                                          |
| רלב״ג                             | Ralbag / RaLBaG                             | Rabbi (er war niemals Rabbiner) Levi ben Gerschon                                             | Levi ben Gershon (1288–1344)                                      |
| רמ״א                              | Rema / auch: Remu / ReMa                    | Rabbi Moses Isserles (Isserles hebräisch mit anlautendem Aleph geschrieben)                   | Moses Isserles (1525–1572)                                        |
| רמב״ם                             | Rambam / RaMBaM                             | Rabbi Mosche ben Maimon                                                                       | Moses Maimonides (1138–1204)                                      |
| רמב״ן                             | Ramban / RaMBaN                             | Rabbi Mosche ben Nahman                                                                       | Nachmanides (1194–1270)                                           |
| רמב״ע                             | Ramba / RaMBa'                              | Rabbi Mosche ibn [ben] Esra ["a" Bildevokal; ' = anlautendes Ain = E(sra)]                    | Moses ibn Esra (um 1055–1138)                                     |
| רמ״ד                              | Ramad / RaMaD                               | Rabbi Mosche Dessoi ("Moses aus Dessau")                                                      | Moses Mendelssohn (1729–1786)                                     |
| רמ״ה                              | Ramah / RaMaH                               | Rabbi Meir ben Todros ha-Levi Abulafia                                                        | Meir ha-Levi Abulafia (um 1165–1244)                              |
| רמח״ל                             | Ramchal / RaMCHaL                           | Rabbi Mosche Chaim Luzzatto                                                                   | Mosche Chaim Luzzatto (1707–1746)                                 |
| רמ״ק                              | Ramaq / RaMaQ                               | Rabbi Mose [ben Jakob] Cordovero ("Cordovero" hebräisch mit anlautendem Qoph geschrieben)     | Moses Cordovero (1522–1570)                                       |
| רמ״ק                              | Remak                                       | Rabbi Moses Kimchi                                                                            | Moses Kimchi (gest. 1190)                                         |
| ר״ן                               | Ran / RaN                                   | Rab Nissim                                                                                    | Nissim von Gerona = Nissim ben Reuben Gerondi (gest. 1375)        |
| רס״ג                              | Rasag / RaSaG                               | Rabbi Saadia [ben Joseph] Gaon                                                                | Saadia Gaon (882–942)                                             |
| ר״ש                               | Rasch (miSenz)                              | Rabbi Schimschon (miSenz)                                                                     | Schimschon von Sens (um 1150–1230)                                |
| רשב״א                             | Raschba / RaSCHBA                           | Rabbi Schlomo ben Adret                                                                       | Salomo Adret (1235–1310)                                          |
| רשב״י                             | Raschbi                                     | Rabbi Schimon ben Jochai                                                                      | Schimon ben Jochai (2. Jahrhundert)                               |
| רשב״ם                             | Raschbam / RaSCHBaM                         | Rabbi Schmuel ben Meir                                                                        | Samuel ben Meir (12. Jahrhundert)                                 |
| רשב״ץ                             | Raschbats / RaSCHBaTS                       | Rabbi Schimon ben Tsemach                                                                     | Schimon ben Tsemach Duran (15. Jahrhundert)                       |
| רש״י                              | Raschi                                      | Rabbi Schlomo Jitzchaki                                                                       | Raschi (1040–1105)                                                |
| שד״ל                              | Schadal / Shadal / SCHaDaL                  | Schmuel David Luzzatto                                                                        | Samuel David Luzzatto (1800–1865)                                 |
| שי״ר                              | Schir                                       | Schlomo Jehuda Löw Rapoport                                                                   | Salomo Juda Rapoport (1790–1867)                                  |
| ש״ך                               | Schach                                      | Sifte Kohen (nach seinem Hauptwerk)                                                           | Sabbatai ben Meir ha-Kohen (1621–1662)                            |
| שפ״ר                              | Schepher / SchePheR                         | Schaul Pinchas Rabbinowicz                                                                    | Saul Pinchas Rabbinowicz (1845–1910)                              |